# Potentialausgleich

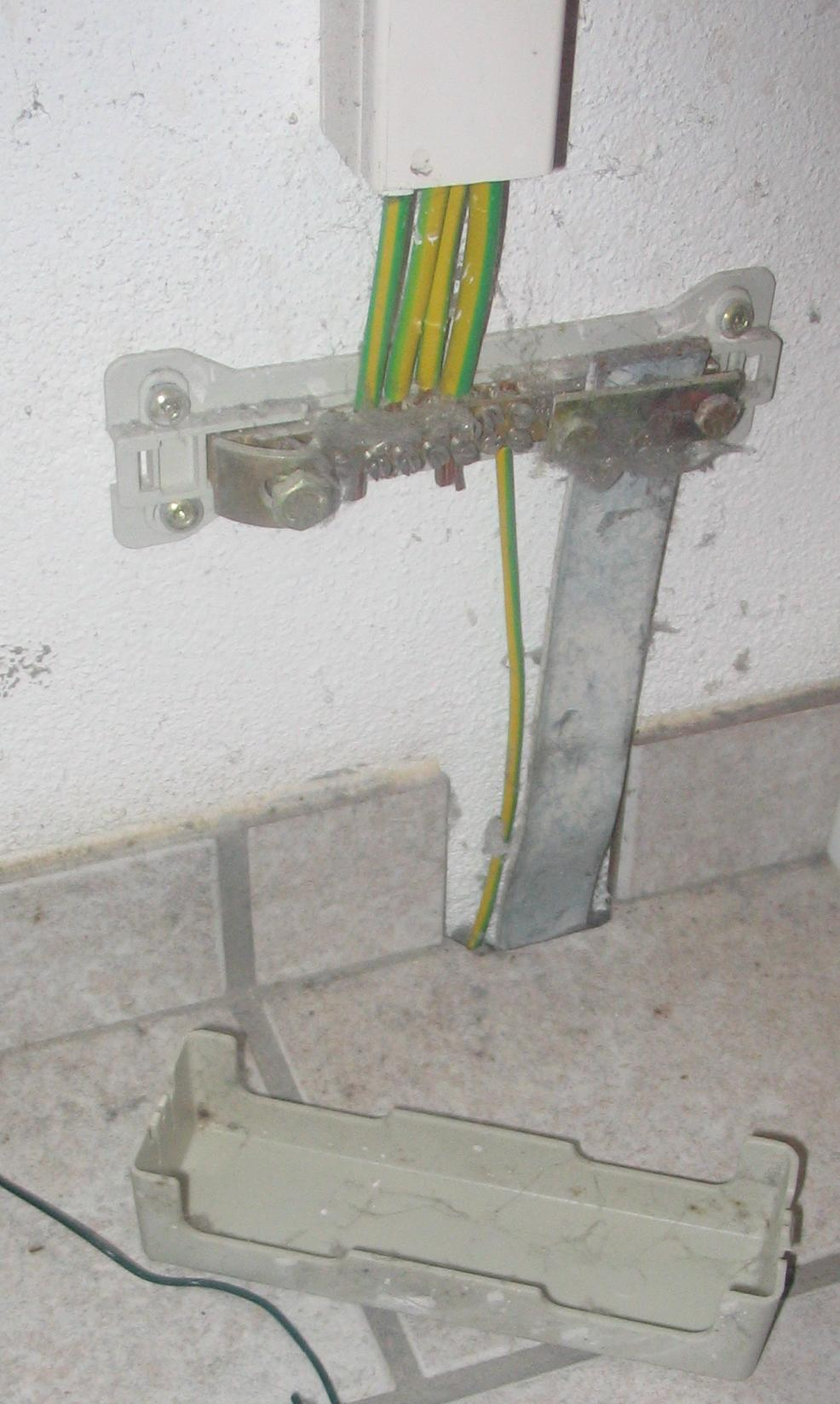
Haupterdungsschiene zum Schutzpotentialausgleich

Symbol für Potentialausgleich nach IEC 60417-5021 (2002-10)

Potentialausgleich, auch Potenzialausgleich, bezeichnet eine elektrisch gut leitfähige Verbindung, die unterschiedliche elektrische Potentiale minimiert. Der Potentialausgleich wird umgangssprachlich häufig auch als Erdung bezeichnet.
Die Forderung für den Potentialausgleich ergibt sich aus den „Anforderungen zum Schutz gegen elektrischen Schlag“ und ist festgelegt:
- international  in der IEC 60364-4-41:2005
- für Deutschland in der DIN VDE 0100-410:2018-10

Die Verbindung aller leitfähigen Körper (Gehäuse) elektrischer Betriebsmittel mit einem geerdeten Schutzleiter und mit der Haupterdungsschiene ist die Grundlage für den Schutz gegen elektrischen Schlag. Die in der VDE vorrangig angeführte Schutzmaßnahme der „automatischen Abschaltung der Stromversorgung im Fehlerfall“ wird durch normgerechte Ausführung mit anschließender Prüfung der Anlage sichergestellt. Durch die Prüfung wird auch die ausreichend kleine Schleifenimpedanz für die automatische Abschaltung im Fehlerfall nachgewiesen.
Die technische Ausführung für den Potentialausgleich, die Dimensionierung der Querschnitte und die genormten Begriffe ergeben sich
- international aus der IEC 60364-5-54:2011
- für Deutschland aus der DIN VDE 0100-540:2012-06.[3]

Der Hauptpotentialausgleich wird im Hausanschlussraum eines Gebäudes hergestellt. Einzubinden sind
- die Schutzleiter der Stromversorgung
- die Schutzpotentialausgleichsleiter und
- ein Erdungsleiter,

die alle auf einer Haupterdungsschiene zusammengeführt werden, der Potentialausgleichsschiene. Über den Erdungsleiter wird eine Verbindung mit dem Fundamenterder oder einer anderen Art von Erder hergestellt.
Gegebenenfalls bestehen Verbindungen vom Fundamenterder zu den Ableitungen einer Blitzschutzanlage (LPS). Eine solche Verbindung fordert auch die VDE-Blitzschutznorm (VDE 0185 Stand 10/2011).

## Definition nach VDE
Gemäß DIN VDE 0100 Teil 200 ist der Potentialausgleich folgendermaßen definiert:
»Herstellen elektrischer Verbindungen zwischen leitfähigen Teilen, um Potentialgleichheit zu erzielen.«

## Schutzpotentialausgleich
Der Schutzpotentialausgleich bzw. Hauptpotentialausgleich ist der Potentialausgleich zwischen
- fremden leitfähigen Teilen, die in ein Gebäude führen, wie
  - metallene Wasserleitungen
  - Abwasserleitungen
  - Gasleitungen (mit Isolierzwischenstück)
- „fremden leitfähigen Teilen, die in einem Gebäude“ liegen, wie
  - metallene Leitungen
  - Klimaanlage
  - Heizung
  - „leitfähige Teile im Handbereich von Personen“
- der Haupterdungsschiene (Hauptpotentialausgleichsschiene).[5]

Alle diese Bauteile werden durch Schutzpotentialausgleichsleiter miteinander verbunden, die in der Regel mit Kupferleitern ausgeführt werden:
- bei mechanisch geschützter Verlegung mit einem Mindestquerschnitt von 2,5 mm²
- bei mechanisch ungeschützter Verlegung mit einem Mindestquerschnitt von 4 mm².

Ein Schutzpotentialausgleich für ein ganzes Gebäude verbindet mehrere örtliche Potentialausgleiche, die sich jeweils auf einzelne Räume bzw. Bereiche beziehen (s. u.).
Um eine Verschleppung von Potentialunterschieden aus dem Erdreich zu vermeiden, sollen Gebäude seit 2010 nur noch an einer einzigen Stelle geerdet werden. Wenn eine leitfähige Rohrleitung von außen ins Gebäude geführt wird, sollte am Hausanschluss eine isolierte Rohrverbindung vorgesehen werden.

## Örtlicher Potentialausgleich

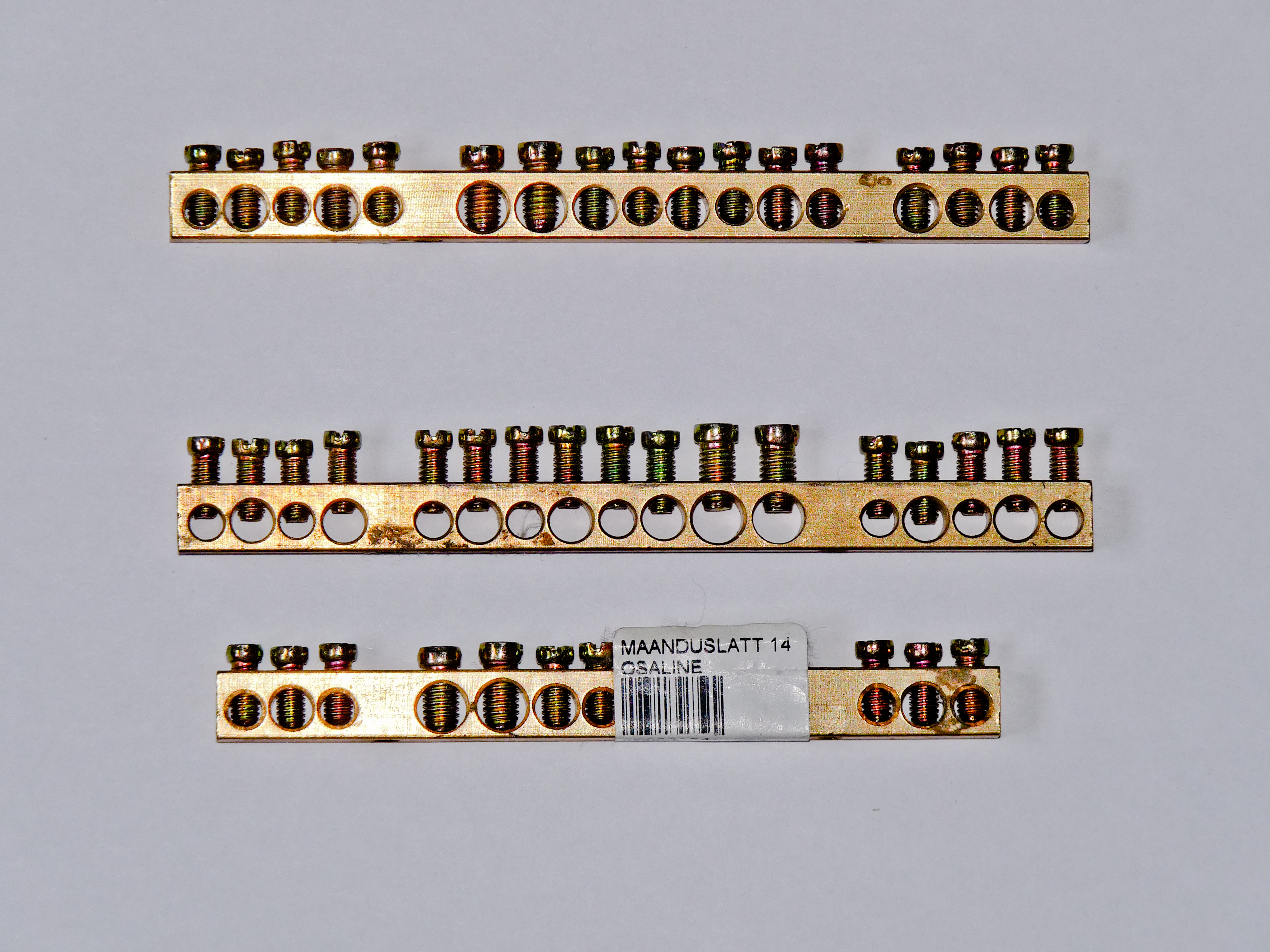
Durch die Verbindung aller Schutzleiter in einer Klemmschiene wird in der Unterverteilung (Installationsverteiler) ein örtlicher Potentialausgleich hergestellt. Über eine weitere Klemmschiene werden in der Regel alle Neutralleiter miteinander verbunden.

Ein örtlicher Potentialausgleich ist ein Potentialausgleich zwischen
- elektrisch leitfähigen Teilen in einem Raum oder Bereich und
- den Schutzleitern der in den Raum oder Bereich geführten Leitungen für Niederspannung.

Er ist gemäß DIN VDE 0100 Gruppe 700 vorgeschrieben in Räumen und Bereichen mit besonderer Gefährdung:
- „Nasse Räume“ bzw. „Bereiche“, deren Fußboden, Wände oder Einrichtungen mit Wasser abgespritzt werden.
Dagegen werden Küchen und Badezimmer in Wohnungen und Hotels als „Trockene Räume“ definiert, da in ihnen Feuchtigkeit nur zeitweise auftritt (In älteren Publikationen und anderen Zusammenhängen werden diese Räume allerdings häufig noch als Feuchträume klassifiziert).[7]
- In Räumen mit Badewanne oder Dusche (Teil 701) wurden die Anforderungen 2008 gelockert. Siehe folgenden Abschnitt: Räume mit Badewanne oder Dusche
- Becken von Schwimmbädern und andere Becken (Teil 702), Sauna
- Landwirtschaftliche und gartenbauliche Anwesen (Teil 705)
- Medizinisch genutzte Räume (Teil 710)
- Feuergefährdete Bereiche
- Explosionsgefährdete Bereiche
- Industriegebäude.

Auch dieser Potentialausgleich wird im Allgemeinen mit Kupferleitungen mit Mindestquerschnitt von 2,5 mm² bei mechanisch geschützter bzw. 4 mm² bei ungeschützter Verlegung ausgeführt.
Innerhalb eines Gebäudes werden die örtlichen Potentialausgleiche über jeweils einen Schutzpotentialausgleichsleiter mit der Hauptpotentialausgleichsschiene verbunden.

### Räume mit Badewanne oder Dusche
Nach der letzten Überarbeitung fordert die DIN VDE 0100-701 Ausgabe 2008-10 nur noch den örtlichen Potentialausgleich der Rohrleitungen und Anlagen der Wasser-, Abwasser-, Heizungs-, Klima- und Gasinstallationen, indem diese untereinander sowie mit der Schutzleiterschiene im Installationsverteiler oder direkt mit der Hauptpotentialausgleichsschiene verbunden werden.
Die Einbeziehung leitfähiger Bade- und Duschwannen ist nicht mehr erforderlich, aber möglich. Ein bereits vorhandener Potentialausgleich metallischer Bade- und Duschwannen sowie sonstiger leitfähiger Teile soll beibehalten werden.

## Hochvoltsysteme
Im Hochvoltsystem, also etwa im batteriebetriebenen Elektrofahrzeug, ist der Potentialausgleich ein zentrales Element der Sicherheit. Alle Hochvoltkomponenten, darunter auch die Leistungselektronik und der Hochvoltbatteriekörper, wie auch die Fahrzeugmasse sind über den Potentialausgleich leitend miteinander verbunden. Sollten zwei Komponenten jeweils einen unterschiedlichen, harten Isolationsfehler aufweisen, so fließt ein Kurzschlussstrom, so dass das Auslösen der Sicherung in der Batterie Schlimmeres verhindert. Der Potentialausgleich muss entsprechend belastbar ausgeführt sein (vgl. ISO 6469-3), was neben dem reinen Widerstandswert ein wichtiger Faktor ist.

## Hochspannungsleitungen, Oberleitungen, Schienen
Hauptartikel: elektrolytische Korrosion, Bahnstrom, Hochspannungsmast, Oberleitung

## Normen

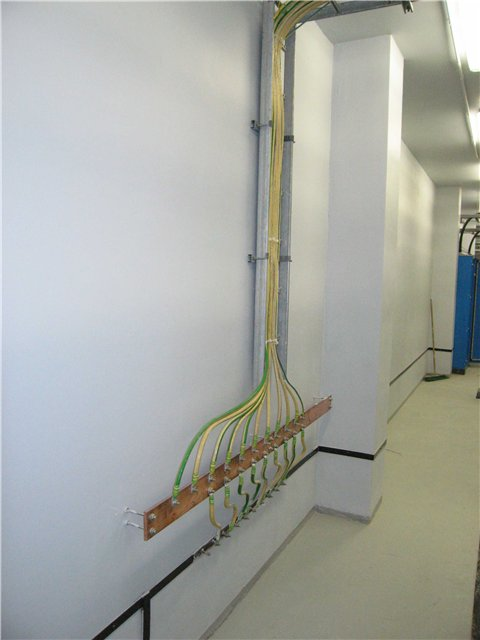
Haupterdungsschiene in einem Gebäude

- DIN VDE 0100-200:2006-06  Errichten von Niederspannungsanlagen – Begriffe
- DIN VDE 0100-410:2007-06 Errichten von Niederspannungsanlagen – Schutzmaßnahmen – Schutz gegen elektrischen Schlag
- DIN VDE 0100-540:2012-06 Errichten von Niederspannungsanlagen – Auswahl und Errichtung elektrischer Betriebsmittel – Erdungsanlagen, Schutzleiter und Schutzpotentialausgleichsleiter
- DIN VDE 0100-701:2008-10 Errichten von Niederspannungsanlagen – Anforderungen für Betriebsstätten, Räume und Anlagen besonderer Art – Räume mit Badewanne oder Dusche
- DIN VDE 0100-702:2012-03 Errichten von Niederspannungsanlagen – Anforderungen für Betriebsstätten, Räume und Anlagen besonderer Art – Becken von Schwimmbädern, begehbare Wasserbecken und Springbrunnen
- DIN VDE 0100-705:2007-10 Errichten von Niederspannungsanlagen – Anforderungen für Betriebsstätten, Räume und Anlagen besonderer Art – Elektrische Anlagen von landwirtschaftlichen und gartenbaulichen Betriebsstätten
- DIN VDE 0100-710:2002-11 Errichten von Niederspannungsanlagen – Anforderungen für Betriebsstätten, Räume und Anlagen besonderer Art – Medizinisch genutzte Räume
- DIN EN 60728-11 VDE 0855-1:2011-06 Kabelnetze für Fernsehsignale, Tonsignale und interaktive Dienste; Sicherheitsanforderungen
- DIN EN 60079 (VDE 0165): Potentialausgleichsmaßnahmen in explosionsgefährdeten Bereichen